# Myriophyllum exasperatum
Myriophyllum exasperatum är en slingeväxtart som beskrevs av D. Wang, D. Yu och Z.Y. Li. Myriophyllum exasperatum ingår i släktet slingor, och familjen slingeväxter. Inga underarter finns listade i Catalogue of Life.